# Per Gudmundson (musiker)
Per Gudmundson, född 30 juli 1955, är en svensk folkmusiker och fiolspelman. Gudmundson är uppvuxen i Falun men framför allt förankrad i folkmusiktraditionen från Rättvik. Startade tillsammans med Magnus Bäckström skivbolaget Giga 1976. Han utbildade sig till tandläkare men utvecklade allergi och kunde inte arbeta inom yrket. Allergin resulterade också i överkänslighet mot fiolharts, vilket fick Per Gudmundson att under 1980-talet utforska den svenska säckpipan tillsammans med Leif Eriksson. Hartsallergin avtog, och Gudmundson kunde återuppta fiolspelandet. Projektledare (1997-2003) tillsammans med Jonas Holmén i arbetet med att skapa ett Folkmusikens hus (FMH) i Rättvik. Verksamhetschef för FMH från 2004 till 2022.
Riksspelman 1973. 

## Priser och utmärkelser
- Medaljen Litteris et Artibus av 8:e storleken i guld (GMleta, 2020) för framstående konstnärliga insatser som musiker[3]
- Ledamot av Kungl. Musikaliska Akademien (LMA, 2019)
- Zornmärket i guld (2006)[1][4]

## Diskografi (urval)
- 1976 – Låtarna lever – med Magnus Bäckström
- 1978 – Österdalskt, Låtar från Ore, Rättvik och Boda – med Magnus Bäckström, Bror & Erik & Ingrid Ingels
- 1980 – Trallarnas skiva – med Magnus Bäckström, Agneta Stolpe, Lars Hökpers, Matts Arnberg, Alf Tangnäs, Gatu Olle Nilsson, Daniels Lasse Holmqvist
- 1984 – Per Gudmundson, med vänner (säckpipa) – med Magnus Bäckström, Ola Bäckström, Matts Hellberg, Erik & Ingrid Ingels, Jan Winter (Svenska Fonogrampriset)
- 1984 – Setes-Dalarna – med Kirsten Bråten Berg, Maria Röjås, Gunnar Stubseid, Björn Ståbi
- 1993 – Per Gudmundson (solo)
- 2001 – Ola & Per – med Ola Bäckström
- 2004 – Flöde – med Björn Ståbi
- 2018 – Hjeltamôs – Med Bengan Janson (Grammis, nominerad Manifestpriset)

Med Frifot
- 1991 – Frifot — utgivet som "Möller, Willemark & Gudmundson"
- 1993 – Musique des vallées Scandinave — med Gunnar Stubseid, Kirsten Bråten Berg
- 1996 – Järven
- 1999 – Frifot
- 2003 – Sluring (Grammis, Manifestpriset)
- 2007 – Flyt (Nominerad Grammis)

Medverkar på
- 1981 – Stjärnhästen, Folk & Rackare
- 1986 – Bouzokispelman – med Ale Möller och Ellika Frisell
- 1987 – Här Är Gudagott Att Vara, Björn Ståbi – med Kalle Almlöf, Kirsten Bråten Berg, Kjell Westling
- 1988 – Min Kvedarlund, Kirsten Bråten Berg – med Ale Möller, Tellef Kvifte, Halvard T. Bjørgum
- 1994 – Nordan, Ale Möller, Lena Willemark
- 1999 – Anaros, Agneta Stolpe – med Ola Bäckström, Lars-Urban Helje
- 2000 – Rågången, Pers Hans Olsson – med Leif Göras, Stig Ivars
- 2002 – Åke Wänn med vänner spelar låtar efter Wilhelm Hedlund – med Boys of the Lough, Lars Ekström, Pelle Lindström, Åke Wänn